# Sincel·le (títol eclesiàstic)
Sincel·le o sincel grec antic: σύγκελλος, llatí: syncellus era un càrrec eclesiàstic de l'Imperi Romà d'Orient. El sincel·le era un auxiliar del patriarca de Constantinoble i tenia una posició de gran importància a l'estat. Es considerava el successor designat del patriarca governant.
La paraula grega significa «aquell que viu a la mateixa cel·la» en un monestir. Està documentada des del segle v i designava al conseller més proper d'un bisbe o arquebisbe, i vivia a la mateixa residència o cel·la. A l'Imperi Romà d'Orient, els sincel·les del patriarca de Constantinoble van adquirir ràpidament una posició preeminent, i sovint passava que un sincel·le ocupava el tron patriarcal quan quedava vacant. Sens dubte aquest v a ser el procés normal durant els segles IX i X, quan el sincel·le era un funcionari nomenat per l'emperador. Això era una eina que permetia el control imperial de la successió patriarcal. Tot i que els seus membres eren clergues de rang inferior, sacerdots i diaques, al Cletorològion de l'any 899 ja figura entre els alts funcionaris seculars de l'estat i era una de les «dignitats especials» (ἀξίαι εἰδικαί), situat entre el ῥαίκτωρ ('rhaiktor', forma grega del llatí rector), i el cartulari. Els seus deures exactes no estan clars, però era membre del Senat i tenia un paper en les cerimònies imperials. Al Cletorològion, el sincel·le se situava en tercer lloc entre tots els oficis seculars de la jerarquia, després del Basleopàtor i el rhaiktor. Els sincel·les del patriarca de Roma tenien prioritat sobre els del patriarca de Constantinoble, si n'hi havia, i darrere hi anaven els dels altres patriarcats.
El títol tenia gran prestigi i a partir del segle x, s'atorgava també als bisbes metropolitans ambiciosos. El títol es va anar ampliant gradualment i va adquirir formes més grandiloqüents com protosincel·le (πρωτοσύγκελλος, 'primer sincel·le') o πρόεδρος τῶν πρωτοσυγκέλλων, ('president del primer sincel·le'). A partir del temps dels Paleòlegs, els sincel·les del Patriarca de Constantinoble s'anomenaven (μέγας πρωτοσύγκελλος, megas protosynkellos, «gran protosincel·le»).